# 築地町 (臺北市)
築地町為臺灣日治時期臺北市之行政區，共分一～五丁目，位於艋舺北部，該町因為地勢低窪，為解決積水與氾濫之苦，而將沼澤填築成新地得名。該新地即為江瀕街埋立地，多為日人所居。戰後劃入臺北市城中區，為今臺北市萬華區的昆明街、洛陽街及開封街二段一帶，為今廣義西門町之一部份。

## 町內設施
- 中央卸賣市場（五丁目）